# John Caldwell
John Charles Caldwell («Jack») (8 de diciembre de 1928-12 de mayo de 2016) fue un demógrafo australiano, reconocido por sus investigaciones en el ámbito de la transición demográfica y la transición de la salud. Investigó ampliamente en África y en el sur y sudeste de Asia desde 1959. Sus aportaciones han tenido un impacto significativo en la enseñanza e investigación de la demografía así como en la formulación de políticas sobre epidemiología y salud pública.

## Biografía
Caldwell nació en Sídney, Nueva Gales del Sur, Australia. Estudió en la Universidad de Sídney, en el Sydney Teachers College (1946–48), Universidad de Nueva Inglaterra, Australia (1955–1958), en la Universidad Nacional Australiana (Ph.D, 1959–61). En febrero de 1949 contrajo matrimonio con Pat Barrett (12 de enero de 1922 – 24 de mayo de 2008). Tuvieron 4 hijos y vivieron durante sus 60 años de matrimonio en el sudeste de Asia, África, Estados Unidos, sur de Asia y Australia. Pat participó activamente en la investigación demográfica llevada a cabo en África y Asia y es coautora, junto con Jack de dos libros y numerosos artículos y publicaciones.
Caldwell obtuvo su primer nombramiento académico en la Universidad de Ghana (1962-1964), ha formado parte del personal del Departamento de Demografía de la Universidad Nacional de Australia desde 1964, excepto los dos años de trabajo en el Population Council (Consejo de Población) de Nueva York en 1968 y en la Universidad Obafemi Awolowo (Universidad de Ife) en Nigeria en 1969. Desde 1970 fue profesor en la Universidad Nacional de Australia. En 1989 ayudó a fundar el Centro Nacional de epidemiología y la Salud de la Población de la Universidad Nacional Australiana en Canberra. Permaneció allí hasta 1998 como Director de su Centro de Transición de la Salud. En 1991 comenzó a publicar la Revista Transición de la Salud financiada por la Universidad Nacional de Australia hasta el año 1997, siendo su editor John Caldwell.
En 1995, Caldwell se jubiló como profesor de la Universidad Nacional de Australia y Director Asociado del Centro Nacional de Epidemiología y Salud de la Población. Se celebró en su honor la conferencia internacional La continua transición demográfica. Seminario John C. Caldwell Seminario en la Universidad Nacional de Australia. En 1996 se convirtió en Profesor Emérito de Demografía de la Universidad Nacional de Australia. En 1998, se creó en su honor la Cátedra John Caldwell de Población, Salud y Desarrollo dentro del Centro Nacional de Epidemiología y Salud de la Población.
Caldwell era miembro de la Academia de las Ciencias Sociales en Australia y fue presidente de la Unión Internacional para el Estudio Científico de la Población IUSSP y miembro del Consejo de Población (Population Council). Es autor de 25 libros, 128 capítulos de libros y 139 artículos en revistas especializadas.

## Influencia en la investigación demográfica
De acuerdo con la Encyclopedia of Population, los trabajos de Caldwell en demografía, transición demográfica y transición de la salud son habitualmente citados como claves en dichos campos del conocimiento. La primera encuesta mundial realizada sobre demógrafos en el año 2000 concluyó que John Caldwell y Ansley J. Coale son los especialistas que más impacto han tenido en la enseñanza demográfica, la investigación y la formulación de políticas demográficas en la segunda mitad del siglo XX.

### Transición demográfica y transferencias intergeneracionales
Es particularmente conocido por su teoría de los flujos de riqueza (wealth flows) referidos a la transición demográfica, así como los cambios en las transferencias intergeneracionales dentro de la familia. Esta última teoría ha sido criticada por su falta de capacidad de prueba, pero que "ha capturado la imaginación de muchos investigadores" y estimulado la investigación micro-demográfica en dicho campo. Trabajó en muchas áreas de la teoría demográfica, incluyendo la importancia de la educación y la situación de la mujer en la determinación de los cambios demográficos y el estudio de la epdiemia del SIDA, especialmente en África.

## Premios
- United Nations Population Award (2004)[8][9]
- Oficial de la Orden de Australia (AO) Officer of the Order of Australia (1994)[10]
- Irene Tauber Award, por la excelencia en investigación demográfica (1985)
- Honorary Doctor of Science (Ciencias Sociales), University of Southampton (1992)
- Honorary Doctor of Science (Ciencias), Australian National University (1992)
- Centenary Medal por servicios a la sociedad australina en epidemiología y salud de la población (2001)[11]
- Award of the Australian Research Citation Laureateship (2004)